# Apeczko z Ząbkowic
Apeczko z Ząbkowic (ur. 1280–1300 we Wrocławiu, zm. 13 kwietnia 1352 tamże) – biskup lubuski 1345–1352.

## Życiorys
Pochodził ze spolszczonej rodziny kolonistów niemieckich. Apeczko jest skróconą formą imienia Albrecht. Jego ojciec, Dein, był mieszczaninem ząbkowickim, który przeniósł się do Wrocławia, gdzie został radnym i dorobił się majątku. Matka Apeczki miała na imię Iliana. Miał on również brata Mikołaja. Według części historyków Apeczko przed przyjęciem święceń był żonaty, a notariusz Jan z Wrocławia, późniejszy protegowany biskupa Przecława z Pogorzeli, uznawany jest przez niektórych badaczy za syna Apeczki. Znana jest również ze źródeł jego synowa bądź szwagierka.
Apeczko studiował prawo, zapewne w Bolonii, i uzyskał stopień doktora dekretów. Od 1326 był adwokatem konsystorza we Wrocławiu, w latach 1333–1339 kanonikiem scholastykiem kapituły lubuskiej, od 1334 również kanonikiem kapituły wrocławskiej, a w latach 1340–1344 scholastykiem tejże kapituły. Do 1345 posiadał również kanonię głogowską. Po otrzymaniu biskupstwa lubuskiego przekazał ją prepozytowi lubuskiemu Janowi Lessikowi. Oprócz wymienionych beneficjów miał także kanonię i dziekanię w Miśni.
Przyczynił się do rozwoju szkoły katedralnej we Wrocławiu; ufundował dla niej katedrę naukową o typie uniwersyteckim. Popierał biskupa Nankera w jego sporze z niemieckimi członkami kapituły wrocławskiej. Po śmierci Nankera wraz z Henrykiem Baruthem zarządzał czasowo diecezją. Z dokumentu wystawionego 13 lutego 1345 dowiadujemy się, że biskup wrocławski Przecław z Pogorzeli chciał odkupić od Apeczki należącą do niego część zamku Kaltenštejn, wycenioną na 500 grzywien. W przypadku braku gotówki biskup miał zapłacić wsią Zwrócona koło Ząbkowic Śląskich. Z testamentu Apeczki wiadomo, że transakcja doszła do skutku.
W tym samym 1345 r. papież Klemens VI, na życzenie Kazimierza Wielkiego, mianował Apeczkę biskupem lubuskim. W tym okresie biskup lubuski rezydował we Wrocławiu. W 1347 Apeczko brał udział w koronacji króla Czech Karola IV, a w 1350 r. wysłał reprezentanta na synod metropolitalny do Kalisza. Zmarł we Wrocławiu i został pochowany w chórze katedry wrocławskiej.
W 1950 odkryto grób Apeczki. Zmumifikowane zwłoki biskupa ubrane były w płaszcz, ornat, stułę i tunicellę. W grobie znaleziono również złoty pierścień z wywierconym w szafirze otworem, służącym być może do przechowywania relikwii, oraz ołowiany kielich. Szczątki biskupa Apeczki przeniesiono do podziemi katedry, a rozbitą podczas wojny płytę nagrobną do kościoła św. Macieja we Wrocławiu.